# Аляска (куртка)
Аляска, або Парка — верхній одяг, зручна куртка з капюшоном, призначена для комфортного перебування в екстремальних умовах.
На території колишнього СРСР в 70-80-ті роки куртки «Аляска» були ознакою стилю і багатства. Вони завоювали свою популярність не тільки тому, що були імпортні, а й через те, що були дійсно якісні і комфортні. У зв'язку з чим цю модель в народі почали називати Аляска достеменно так і не відомо, можливо тому що в ті роки США асоціювалося з крайньою північчю і Аляскою.

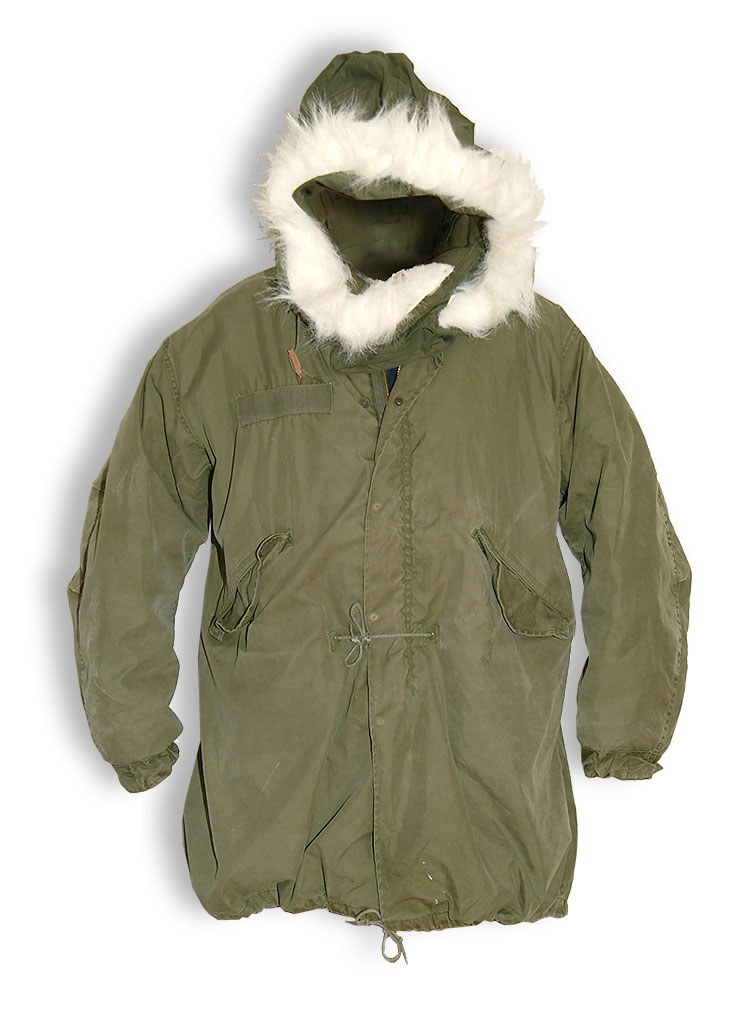
Американська військова парка M-65

ця парка має назву m-51, створена за часи Корейської війни.
В капіталістичних країнах ця модель куртки теж користувалася великою популярністю, але назва у неї була N-3B Parka. Маючи велику популярність, виробництво цієї моделі досягло величезної масовості, і майже кожен школяр мав у своєму гардеробі таку куртку. На заході куртка Аляска була досить недорога, тому через її чудову якість та військовий стандарт ця модель була поза конкуренцією.
Свій початок Parka N-3B бере в 50-і роки XX століття ще з часів холодної війни. У той час американські військові шукали можливість забезпечити зручне перебування пілотів в умовах критично низьких температур на великій висоті, але всі тодішні технології були неефективні і безсилі.
І тоді в поле зору військових потрапив національний одяг народів крайньої півночі, який називали «парка». Чоловічий одяг цих народів відрізнявся від сучасного. Для забезпечення непромокальності ці куртки були просякнуті риб'ячим жиром, і завдяки своїй конструкції відмінно захищали людину від вітру, і дозволяли витримувати температури до -70 °C.
Військові взяли основні технологічні особливості куртки, і додали до неї інноваційні теплоізоляційні матеріали, при цьому не відходячи від прийнятих жорстких військових стандартів.
Надалі куртки-аляски були зручними і не заважали рухам пілота. Захищали військового від холоду на великих висотах і при температурі до -60 °C. Куртка була доповнена відлогою з хутра, і повністю закривала обличчя від холоду. Також модель була легка і водонепроникна.
Внаслідок цього куртка стала популярною не лише серед пілотів літаків і вертольотів, але і серед простого цивільного населення.